# Orșova
Orșova (a volte Orszova, in latino Dierna, in lingua daca Tzierna, in ungherese Orsova, in tedesco Orschowa oppure Orsowa, in serbo Оршава?, Orşova) è un municipio della Romania di 13085 abitanti, ubicato nel distretto di Mehedinți, nella regione storica del Banato.
La città è situata sulle rive del lago creato artificialmente sul Danubio dallo sbarramento delle Porte di ferro; con la sua costruzione, il sito in cui si trovava la parte più vecchia città venne completamente ricoperto dalle acque e tra il 1966 ed il 1971 venne costruita una nuova città, l'attuale, in cui tutta la popolazione venne trasferita, insieme a quella di alcuni villaggi vicini.

## Storia
La presenza della città viene attestata per la prima volta in un documento del 1150 con il nome Ursoua.
Nel periodo della dominazione romana, che seguì alla conquista di Traiano, la città era ubicata nella Dacia Malvensis ed era sede di un porto fluviale e di un castrum.
Nelle epoche successive si fa costante la presenza di una comunità Magiara, di cui sono state trovate importanti testimonianze come una necropoli risalente al X secolo, a seguito della conquista della zona da parte di Re Ladislao I d'Ungheria nel 1091. La città divenne, soprattutto nel Medioevo, un'importante fortificazione di confine.
All'inizio di una delle tante guerre tra l'Impero ottomano e il Regno d'Ungheria, nel 1687, la città passò sotto il dominio di quest'ultima; tuttavia gli Ottomani la riconquistarono nel 1690 e soltanto con la Pace di Passarowitz (1718) la città ritornò a far parte del Regno d'Ungheria.
Orșova rimase sotto il Regno d'Ungheria fino alla fine della I guerra mondiale, quando la dissoluzione dell'Impero austro-ungarico -- la fece entrare nella Romania. La Corona di Santo Stefano, simbolo dei regnanti ungheresi, rimase nascosta (probabilmente seppellita) nella città tra il 1848 ed il 1853.

## Economia

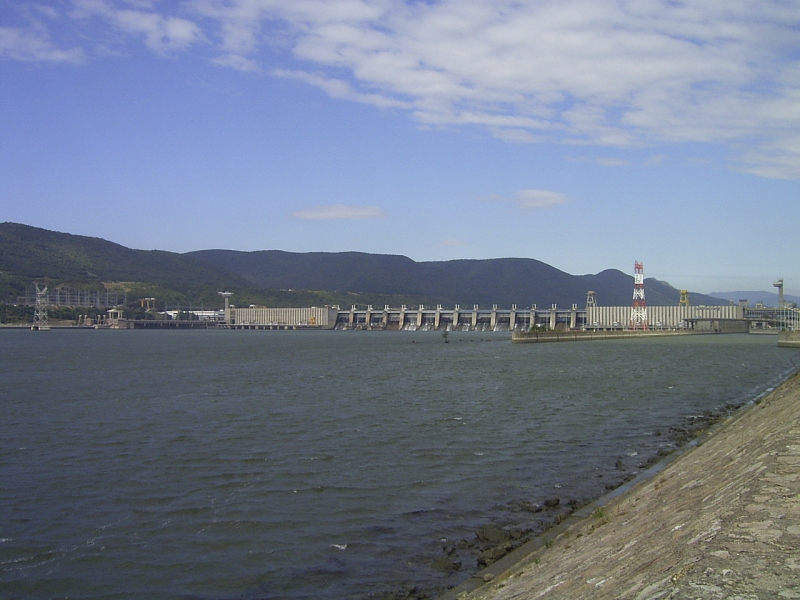
Lo sbarramento delle Porte di ferro

L'attività economica di Orșova è legata alle risorse esistenti nella zona:
- Le miniere di bentonite e cromo e le cave di granito forniscono la materia prima a numerose industrie che ne effettuano la lavorazione.
- La centrale idroelettrica collegata alle Porte di ferro, oltre a fornire energia alla città, alimenta un indotto di aziende che le forniscono macchinari e servizi.
- La presenza di un porto sul Danubio dà lavoro ad una sia pur limitata industria cantieristica, soprattutto per quanto riguarda le riparazioni navali.
- La zona circostante la città è coperta da boschi che forniscono materia prima ad industrie di lavorazione primaria e di produzione di mobili ed altri manufatti in legno.

## Educazione
Orșova non dispone di strutture scolastiche a livello universitario; vi ha sede una scuola superiore ad indirizzo marittimo, il Grupul Industrial Școlar de Marină, che prepara i giovani ad una carriera marittima: la scuola ha circa 650 allievi e dispone di laboratori di buon livello e di una piccola nave-scuola.

## Monumenti e luoghi d'interesse

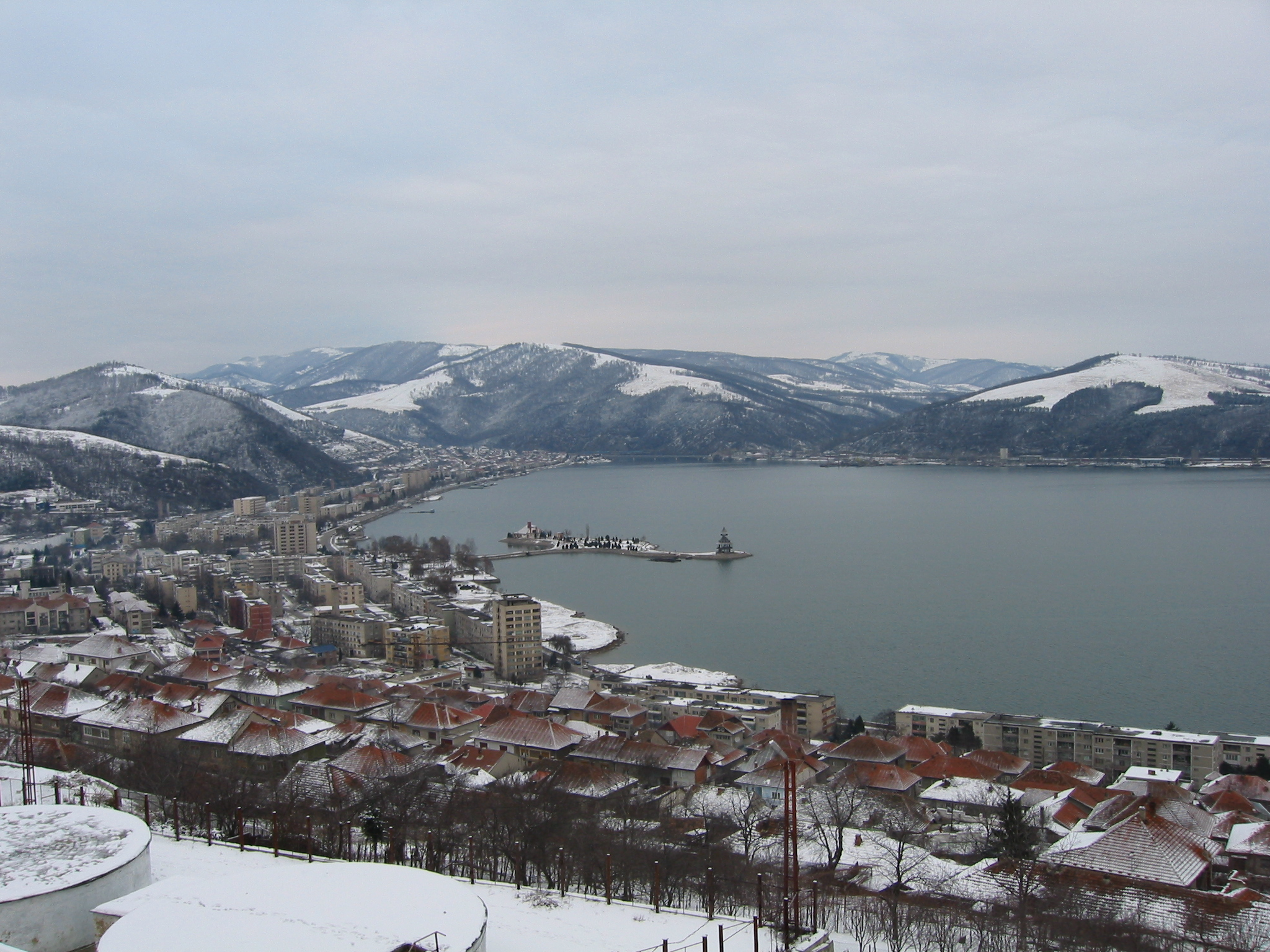
Panorama della città durante l'inverno.

Come detto, la città è stata pressoché totalmente costruita negli anni sessanta e pertanto non vi si trovano monumenti storici. Luoghi di un certo interesse sono:
- Il Monastero di Sant'Anna, costruito tra il 1936 ed il 1939 in uno stile che ricorda le tradizionali chiese lignee su una collina che domina la città. Durante il periodo comunista, il monastero venne trasformato in un sanatorio per la cura della tubercolosi e tornò un edificio religioso soltanto nel 1990, con la benedizione della chiesa avvenuta il 2 agosto.
- La moderna cattedrale cattolica, costruita tra il 1972 ed il 1974 sotto la supervisione dell'architetto Hans Fackelmann.
- Le gole del Danubio, poste immediatamente a monte ed a valle della città.
- Il busto del Re Decebal, scolpito nella roccia nel 1998 e situato nei pressi della città, alla confluenza nel Danubio del torrente Mraconia.